# 포클랜드 제도 파운드
포클랜드 제도 파운드(영어: Falkland Islands pound)는 포클랜드 제도의 통화로, 1 파운드는 100 펜스(Pence, 단수형: Penny)에 해당된다.
포클랜드 제도 파운드는 영국 파운드와 동일한 비율의 고정 환율을 시행한다. 1, 2, 5, 10, 20, 50 펜스, 1, 2 파운드 동전과 5, 10, 20,
50 파운드 지폐가 통용된다.

## 역사
영국이 1833년 포클랜드 제도의 주권을 재확립한 이후 파운드화가 도입되었고, 초기에는 1파운드=20실링, 1실링=12펜스로 구성된 파운드 스털링이 통용되었습니다. 1899년부터 포클랜드를 위한 별도 은행권이 발행되기 시작했다. 1971년에는 소수점 통화제도(1파운드=100펜스)가 도입되었고, 1974년부터는 포클랜드만을 위한 동전이 별도로 주조되기 시작했다.

## 입법 근거
1987년 통화조례(Currency Ordinance 1987)에 따라 포클랜드 파운드(FKP)가 공식 통화로 선언되었으며, 영국 파운드와 1:1 페깅(parity)을 유지하도록 규정되어 있다. 같은 조례에서 '포클랜드 내 계약이나 채무는 FKP로 표기해야 한다'는 조항도 포함되어 있다.
또한 통화위원회(Currency Commissioners)는 요청 시 포클랜드 파운드를 영란은행 지폐(스털링)로 교환할 책임이 있으며 수수료를 부과할 수 있다.

## 동전
1974년 반펜스ㆍ1펜스ㆍ2펜스ㆍ5펜스ㆍ10펜스 동전이 처음 도입되었으며, 이후 1980년 50펜스, 1982년 20펜스, 1987년 1파운드, 2004년 2파운드 순으로 발행되었습니다. 반펜스 동전은 1983년 이후 발행이 중단되었습니다. 1998년에는 영국과 동일한 크기로 5p·10p·50p가 축소되어 재발행되었다.
2020년에는 영국과 동일한 12면체 바이메탈 £1 동전이 새로 발행되었고, 기존 원형 £1 동전은 2023년 1월 철폐되었다. 모든 동전은 영국 동전과 같은 소재와 크기를 사용한다.

## 은행권
1899년부터 1901년 사이 정부는 5실링·10실링·£1·£5 지폐를 발행하였고, 5실링 지폐는 1916년까지 유통되었습니다. 1971년 소수점 도입 이후 10실링 지폐는 50펜스 지폐로 전환되었지만 디자인은 유지되었습니다. 1975년 £10, 1984년 £20, 1990년 £50 지폐가 각각 도입되었다.
모든 지폐는 앞면에 여왕 엘리자베스 II 초상, 포클랜드 제도 문장, 지도, 펭귄과 바다사자 이미지가, 뒷면에는 스탠리의 크라이스트처치 대성당과 Government House가 묘사된다. 은행권은 De La Rue plc가 포클랜드 통화위원회를 대신해 인쇄한다.
2024년 £5 지폐 부족으로 공청회가 실시되었고, 2025년 8월 14일(포클랜드 데이)부터 찰스 III 초상 및 현지 야생동물(검은눈썹알바트로스, 왕펭귄, pale maiden), Steeple Jason 섬 등의 디자인이 적용된 폴리머 £5·£10·£20 지폐가 발행될 예정이다. 재고가 충분한 £50 지폐는 발행 계획이 없으며, 기존 종이 지폐는 2026년 폐기될 예정이다.